# Heckler & Koch P11
P11 è un'arma da fuoco subacquea prodotta dall'azienda tedesca Heckler & Koch.

## Caratteristiche
La pistola ha una configurazione del tutto particolare: non dispone di un caricatore di colpi e né di un tamburo bensì di cinque canne indipendenti, disposte circolarmente.
L'arma utilizza munizioni lunghe quasi 10 cm, di calibro 7,62 × 36 mm, poiché le tradizionali cartucce non sono efficaci sott'acqua; sono infatti imprecise, vengono deviate dall'acqua, e hanno una gittata molto inferiore.
Nell'impugnatura si trovano le batterie, che permettono l'azionamento elettrico della pistola.
Una volta esauriti i 5 colpi, il tamburo deve essere riconsegnato al produttore per essere ricaricato.

## Operatori
La pistola H&K P11 è utilizzata dalla marina militare di diversi paesi:
- Germania - Kampfschwimmer e Kommando Spezialkräfte
- Regno Unito - Special Boat Service[3]
- Italia - COMSUBIN
- Stati Uniti - Navy SEAL
- Paesi Bassi
- Danimarca
- Norvegia
- Francia
- Israele